# Велмонт (Колорадо)
Велмонт (англ. Valmont) — переписна місцевість (CDP) в США, в окрузі Боулдер штату Колорадо. Населення — 64 особи (2020).

## Географія
Велмонт розташований за координатами 40°2′1″ пн. ш. 105°12′28″ зх. д. / 40.03361° пн. ш. 105.20778° зх. д. (40.033646, -105.207822).  За даними Бюро перепису населення США в 2010 році переписна місцевість мала площу 0,91 км², з яких 0,69 км² — суходіл та 0,21 км² — водойми.

## Демографія
Згідно з переписом 2010 року, у переписній місцевості мешкало 59 осіб у 29 домогосподарствах у складі 13 родин. Густота населення становила 65 осіб/км².  Було 32 помешкання (35/км²).
Расовий склад населення:
| - 96,6 % — білих |

До двох чи більше рас належало 3,4 %. Частка іспаномовних становила 0,0 % від усіх жителів.
За віковим діапазоном населення розподілялося таким чином: 6,8 % — особи молодші 18 років, 76,3 % — особи у віці 18—64 років, 16,9 % — особи у віці 65 років та старші. Медіана віку мешканця становила 53,8 року. На 100 осіб жіночої статі у переписній місцевості припадало 126,9 чоловіків;  на 100 жінок у віці від 18 років та старших — 111,5 чоловіків також старших 18 років.
Медіана доходів становила 83 750 доларів для чоловіків та 49 444 долари для жінок. 
Цивільне працевлаштоване населення становило 67 осіб. Основні галузі зайнятості: роздрібна торгівля — 58,2 %, науковці, спеціалісти, менеджери — 20,9 %, публічна адміністрація — 7,5 %, освіта, охорона здоров'я та соціальна допомога — 7,5 %.